# وليام كيني
وليام كيني (بالإنجليزية: William Kinney)‏ (و. 1781 – 1843 م) هو سياسي من الولايات المتحدة الأمريكية .